# Chris Waitt
Chris Waitt (nacido Christopher Martyn Preston Waitt), (8 de febrero de 1974) es un director de cine, músico y escritor nacido en la ciudad costera de Worthing, Inglaterra.

## Cine y Televisión
Después de una carrera de éxito como músico de Rock, comenzó a escribir y dirigir cortometrajes. Waitt creó y produjo varias películas y series, entre ellas dirigió, coescribió y cocreó la serie Fur TV, junto a Henry Trotter. Como cineasta, ha dirigido Historia completa de mis fracasos sexuales (2008), presentada en Sundance.

## Música
Waitt es el cantante y guitarrista de una banda llamada Los Cachorros'. La banda ha producido gran parte de la música para las películas de Waitt. Waitt también es conocido bajo el nombre de DJ Bad.